# Saint-Maurice-de-Gourdans
Saint-Maurice-de-Gourdans ist eine französische Gemeinde mit 2826 Einwohnern (Stand 1. Januar 2022) im Département Ain in der Region Auvergne-Rhône-Alpes. Sie gehört zum Arrondissement Belley, zum Kanton Lagnieu und zum Gemeindeverband Plaine de l’Ain.

## Geografie
Die Gemeinde Saint-Maurice-de-Gourdans liegt an der Mündung des Ain in die Rhône in der Landschaft Côtière südlich der Dombes, rund 30 Kilometer von Lyon entfernt.
Zu Saint-Maurice gehören die Ortsteile Le Ronger und Pollet sowie der Weiler Girondol.
Ein großer Teil des militärischen Sperrgebietes Camp de la Valbonne befindet sich auf dem Gemeindegebiet von Saint-Maurice-de-Gourdans.
Nachbargemeinden von Saint-Maurice-de-Gourdans sind Saint-Jean-de-Niost im Nordosten, Loyettes und Anthon im Süden, Villette-d’Anthon im Südwesten, Balan im Westen sowie Béligneux im Nordwesten.

## Geschichte
Das Dorf entstand um das Jahr 1000 als Saint-Maurice-d’Anthon, als sich Menschen rund um ein Kloster ansiedelten. So entstanden auch Charnoz-sur-Ain und Saint-Jean-de-Niost. Im 11. und 12. Jahrhundert entstand die Kirche. Ursprünglich war das Dorf Besitz der Herren von Anthon auf der anderen Rhone-Seite. Die Weiler aus der damaligen Zeit tragen noch heute ihre ursprünglichen Namen: L'Orme, Le Zonchet, Le Ronger, Le Content, Le Plan und Pollet. 1285 wurde die Gemeinde zu einem Lehen Savoyens, das von den Baronen von Gourdans abhängig war. Das Dorf, das wechselnd von Savoyen und Dauphiné abhängig war, ging 1595 in den Besitz des Königreichs Frankreich über. Zwischen 1350 und dem 17. Jahrhundert erlebte das Dorf eine Blüte. Der Herbstmarkt, der Menschen aus der ganzen Region anlockte, sorgte für den Wohlstand. Die Bevölkerungszahl stieg von 245 im Jahr 1440 auf 1000 Einwohner vor der Französischen Revolution an. Im Dorf wurden außerdem Seidenraupen für den Bedarf von Lyon gezüchtet. Bis zu 2857 Maulbeerbäume gab es hierfür im Ort. Nach 1870 wurden Konflikte über Gemeindegrenzen und das naheliegende Militärlager zu Problemen für den Ort. In den 1880er-Jahren gab es dann wieder einen wirtschaftlichen Aufschwung, bedingt durch die positive Entwicklung im Raum Lyon.

### Bevölkerungsentwicklung
| Jahr                       | 1962 | 1968 | 1975 | 1982 | 1990 | 1999 | 2006 | 2013 | 2021 |
| Einwohner                  | 683  | 688  | 994  | 1157 | 1575 | 1949 | 2304 | 2469 | 2748 |
| Quellen: Cassini und INSEE |      |      |      |      |      |      |      |      |      |

## Sehenswürdigkeiten
- Romanische Kirche Saint-Maurice aus dem 12. Jahrhundert[2]

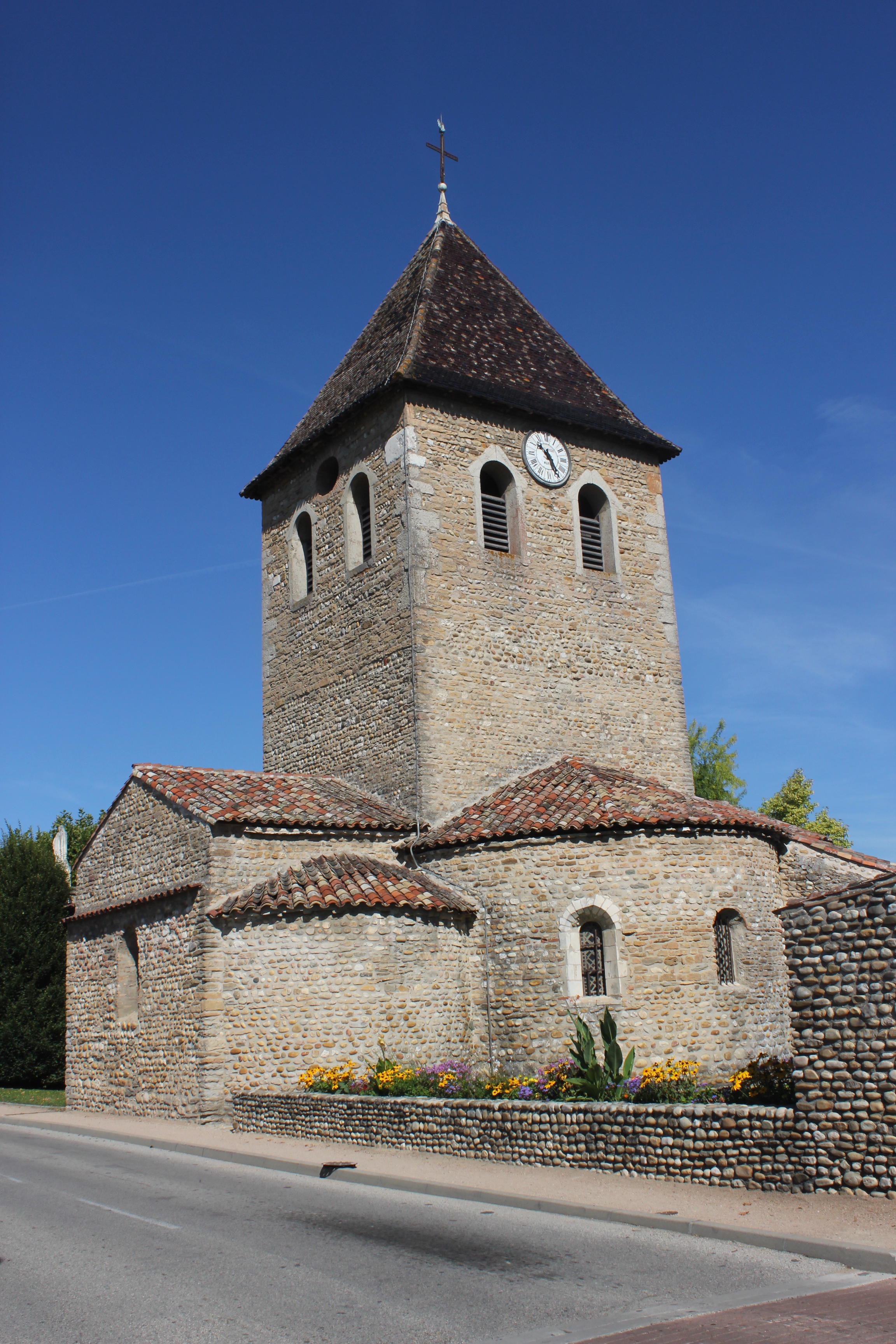
Kirche Saint-Maurice
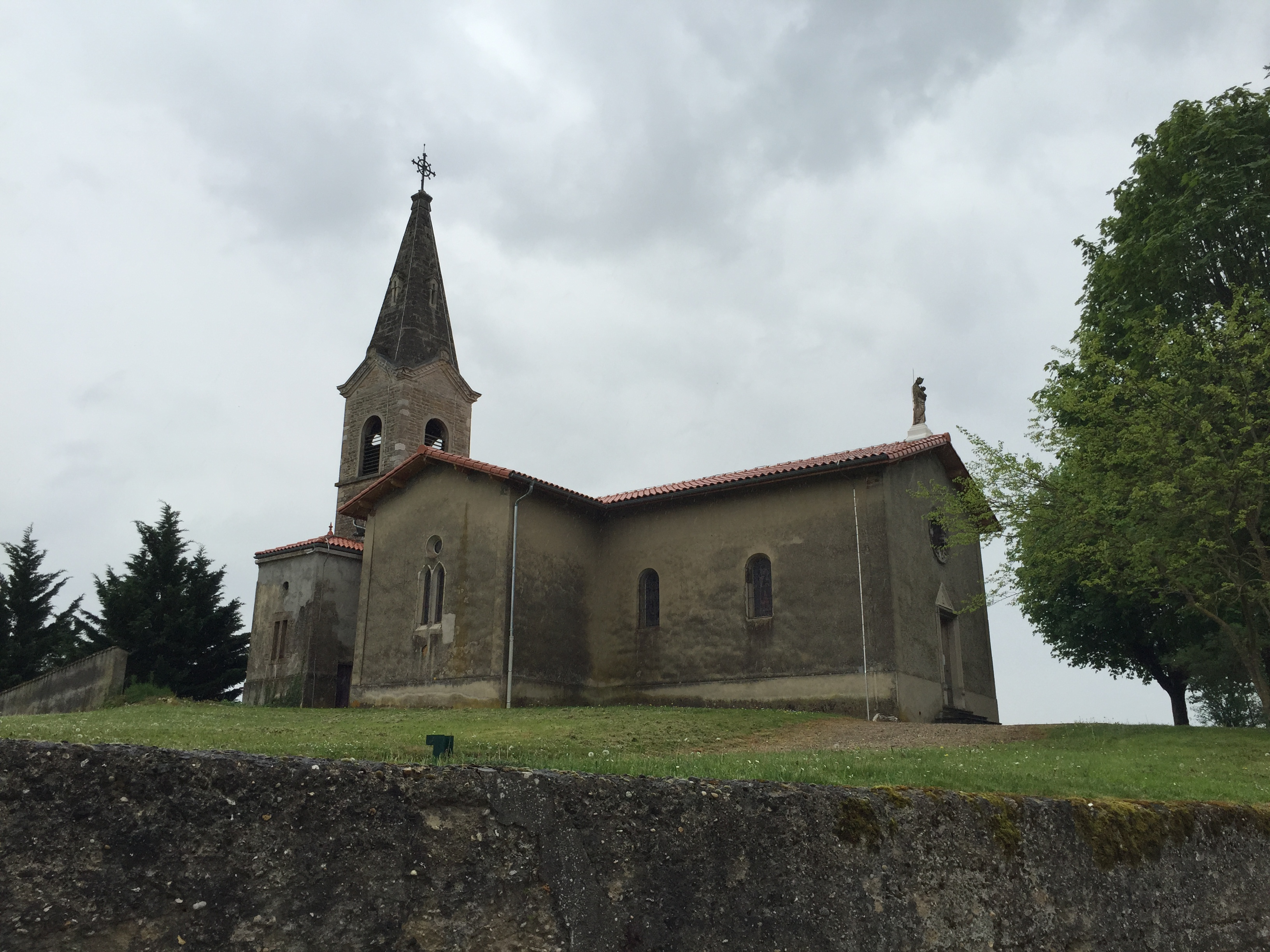
Kirche Saint-Maurice im Ortsteil Pollet
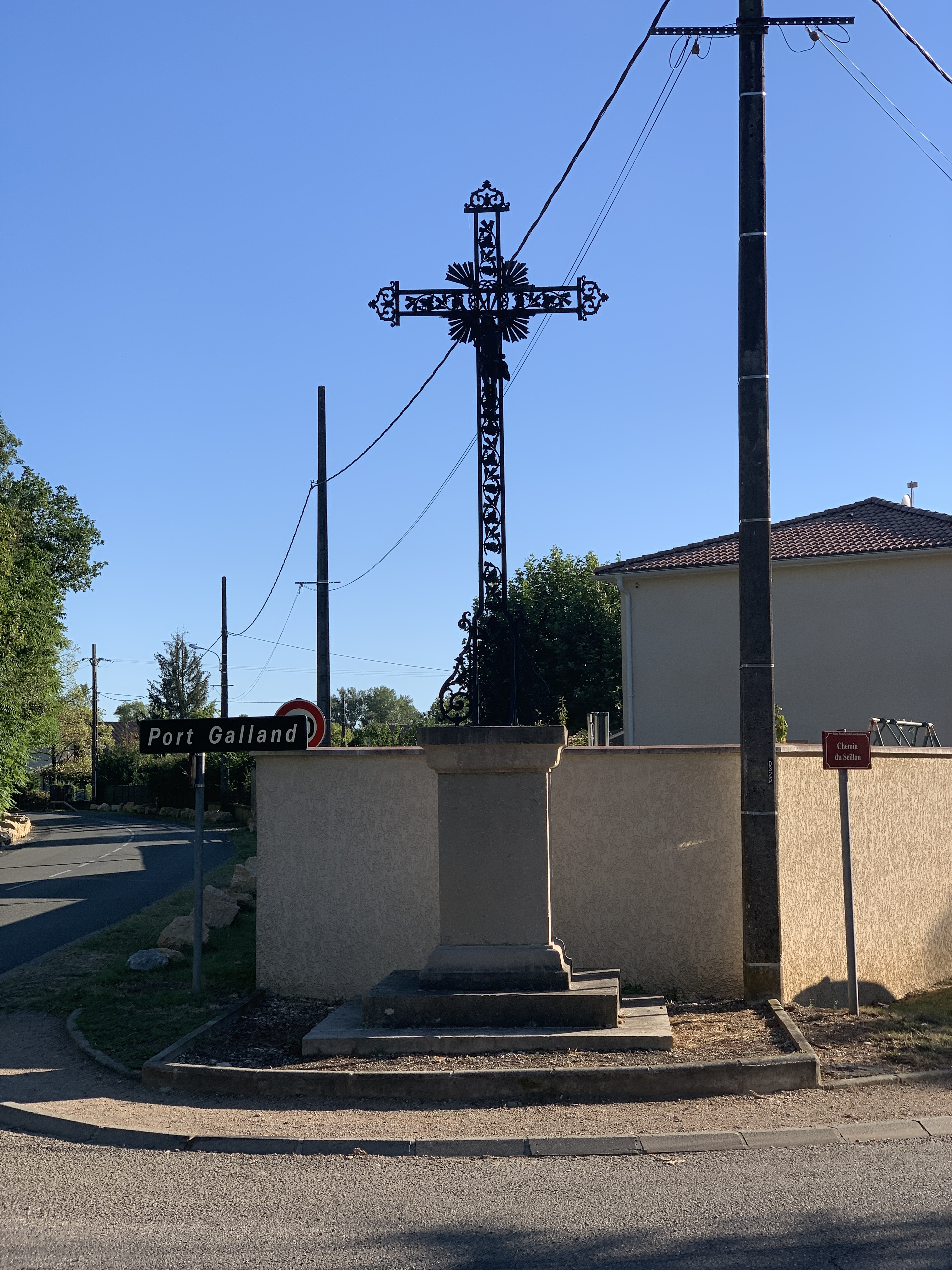
Kreuz Pont Galland
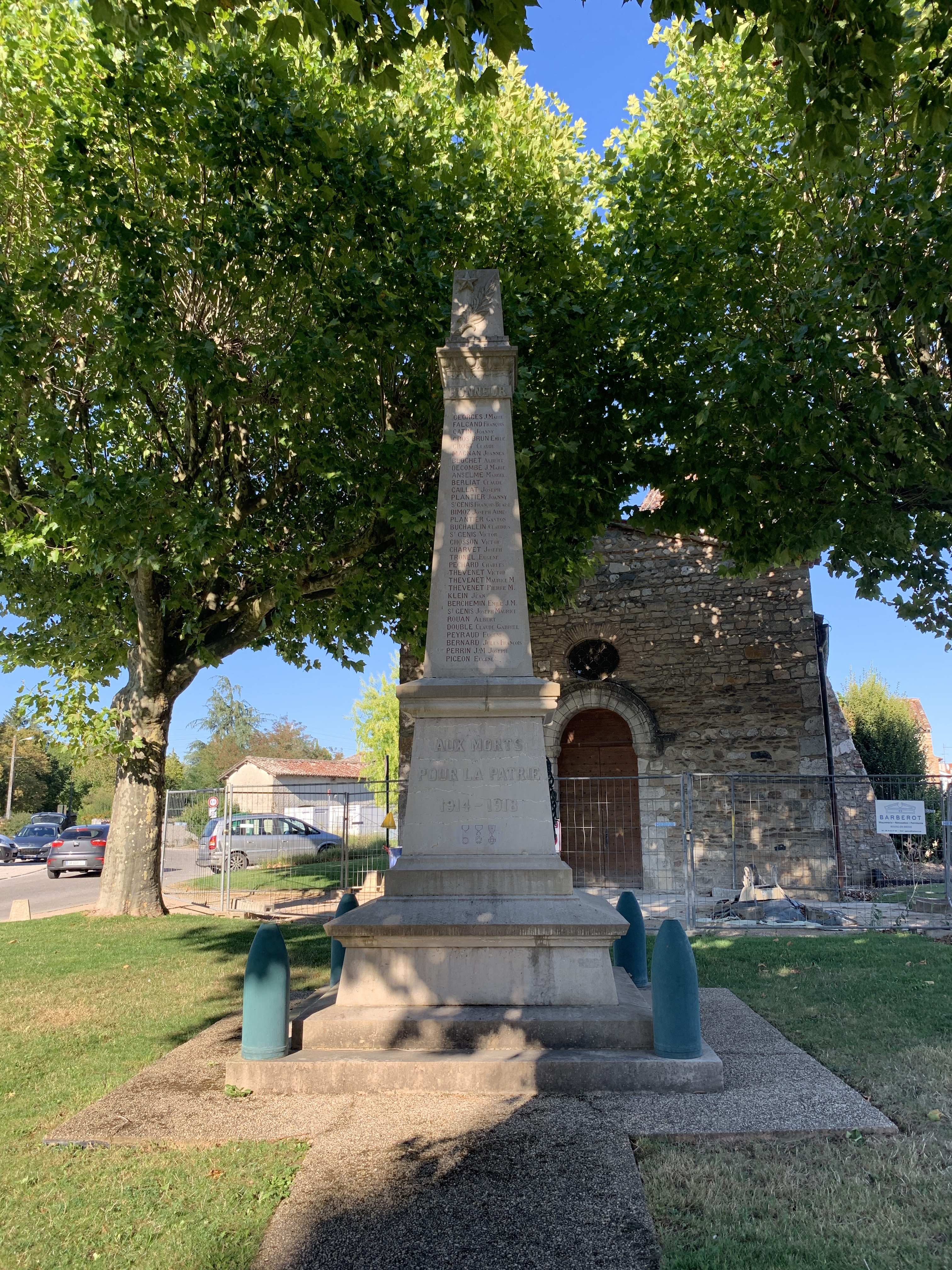
Gefallenendenkmal